# Nebreda (Burgos)
Nebreda ist eine Gemeinde (municipio) mit 55 Einwohnern (Stand: 2024) in der nordspanischen Provinz Burgos in der Autonomen Gemeinschaft Kastilien und León.
Während in Nebreda Mitte des 20. Jahrhunderts noch gut 400 Personen lebten, ist die Einwohnerzahl seit dem kontinuierlich gesunken und beträgt heute nur noch gut ein Siebtel davon.
1909 erschien eine Kurzgeschichte des spanischen Schriftstellers Azorín, welche in Nebreda spielt.